# Erich Kahn (Maler)

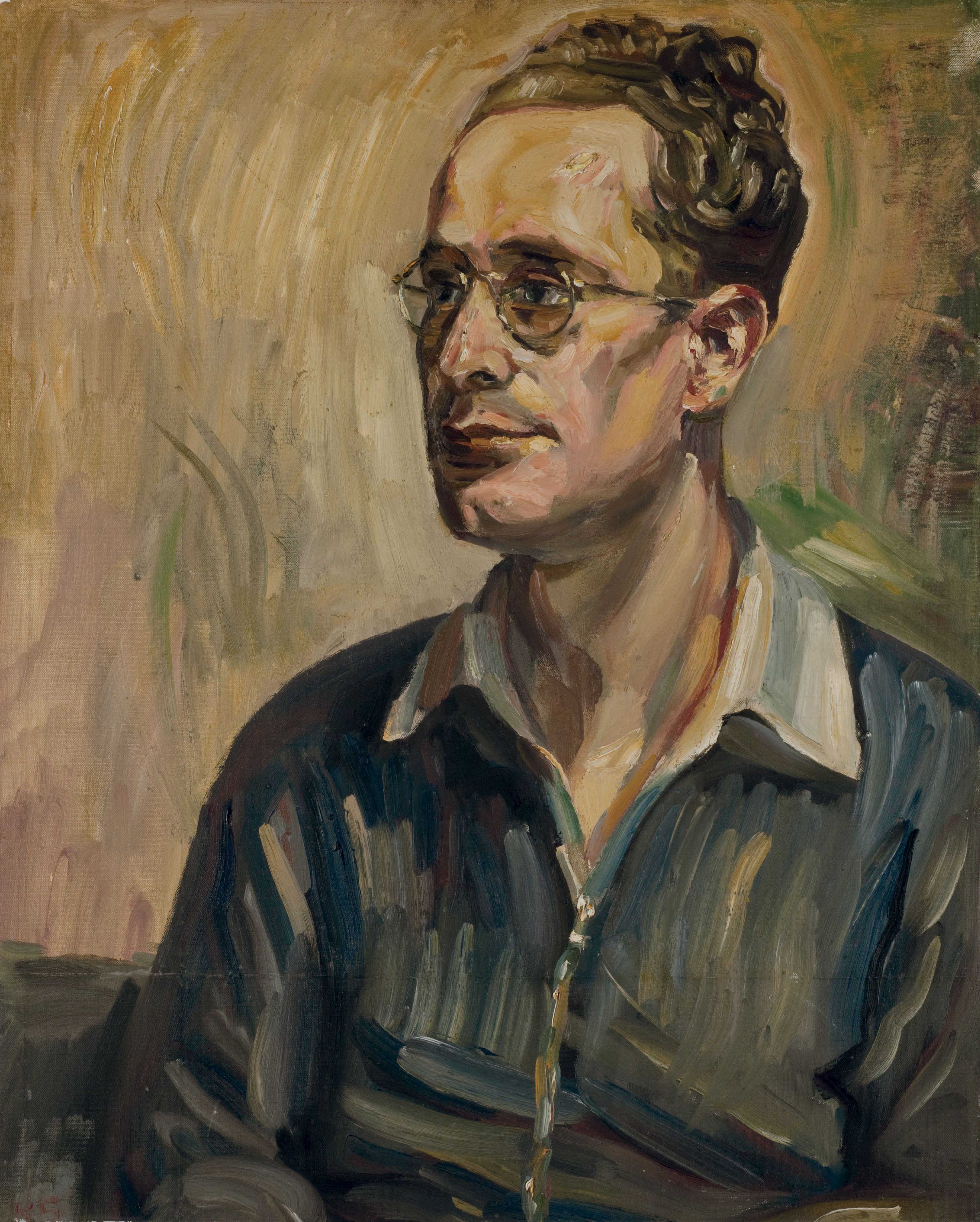
Kurt Schwitters: Porträt Erich Kahn im Hutchinson Internment Camp, 1941

Erich F. W. Kahn (* 25. August 1904 in Stuttgart; † 15. Februar 1980 in London) war ein deutsch-britischer Maler, Zeichner und Grafiker.

## Leben
Erich Kahn studierte von 1921 bis 1925 an der Kunstgewerbeschule in Stuttgart, vor allem Illustration und Grafik bei Ernst Schneidler. Beeinflusst von der Stuttgarter Üecht-Gruppe und einem Studienaufenthalt in Paris 1926, bevorzugte er einen spätexpressionistischen Stil. 
Mit der nationalsozialistischen Machtübernahme 1933 war er zunehmend Repressalien ausgesetzt. Während der Novemberpogrome 1938 wurde er inhaftiert und kam in das Schutzhaftlager Welzheim, aus dem er am 16. Dezember 1938 wieder entlassen wurde. Im Juli 1939 gelang ihm die Emigration nach Großbritannien. 
Nach dem Beginn des deutschen Westfeldzugs 1940 wurde Kahn wie alle Enemy Aliens in Großbritannien interniert. Er kam im Juli 1940 in das Hutchinson Internment Camp, ein Internierungslager in Douglas auf der Isle of Man, dank des blühenden künstlerischen und intellektuellen Lebens seiner Internierten auch als das „Lager der Künstler“ bekannt. Zu seinen Freunden aus dieser Zeit zählten Kurt Schwitters, der ihn porträtierte, Paul Hamann und Klaus Hinrichsen. Kahn dokumentierte das Lagerleben in expressiven Zeichnungen und Grafiken. 
Schon im Februar 1941 wurde Kahn aus dem Camp entlassen und konnte nach London zurückkehren. Hier war er aktives Mitglied im Freien Deutschen Kulturbund. 1944 hatte er mit Igna Beth, René Graetz und Dorothea Wüsten eine Ausstellung in den Räumen des Kulturbunds.
Seine finanziellen Verhältnisse blieben lange Zeit schwierig. In den 1950er Jahren wurden seine Arbeiten zunehmend abstrakter.